# Valentina Marchei
Valentina Marchei, née le 23 mai 1986 à Milan, est une patineuse artistique italienne. Elle a été sacrée championne d'Italie à quatre reprises (2004, 2008, 2010 et 2012).

## Vie privée
Valentina Marchei fait la connaissance du patineur artistique français Brian Joubert dès 2005. Ils se retrouvent en 2007 lors d'un stage d'été à Courchevel et décident d'officialiser leur relation. Malgré l'apprentissage du français par Valentina, pour mieux communiquer avec Brian, les deux patineurs décident de rompre en janvier 2009, sans doute à cause de leurs carrières sportives respectives qui sont très prenantes et de leur éloignement prolongé une grande partie de l'année, Brian s'entraînant à Poitiers et Valentina à Milan. A Sotchi,le 19 février 2014, lors d'une interview sur France 2 Valentina Marchei n'a pas démenti le fait que Brian Joubert et elle se lancent dans la compétition en couple.

## Palmarès

### En individuel
| Compétition                   | 2004    | 2005    | 2006    | 2007    | 2008    | 2009    | 2010    | 2011    | 2012    | 2013    | 2014    |  |  |  |
| Jeux olympiques d'hiver       |         |         |         |         |         |         |         |         |         |         | 11e     |  |  |  |
| Championnats du monde         | 23e     |         | 23e     | 11e     | 13e     |         |         | F       | 8e      | 18e     | 16e     |  |  |  |
| Championnats d'Europe         | 15e     | 31e     | 19e     | 5e      | 6e      |         | 8e      | 10e     | 8e      | 4e      | 6e      |  |  |  |
| Championnats d'Italie         | 1re     | 2e      | F       | 3e      | 1re     | 4e      | 1re     | 2e      | 1re     | 2e      | 1re     |  |  |  |
| Championnats du monde juniors | 14e     | 16e     |         |         |         |         |         |         |         |         |         |  |  |  |
|                               |         |         |         |         |         |         |         |         |         |         |         |  |  |  |
| Grand Prix ISU                | 2003/04 | 2004/05 | 2005/06 | 2006/07 | 2007/08 | 2008/09 | 2009/10 | 2010/11 | 2011/12 | 2012/13 | 2013/14 |  |  |  |
| Skate America                 |         |         |         | 9e      | 10e     | F       |         |         | 9e      | 4e      | 7e      |  |  |  |
| Skate Canada                  |         |         |         |         |         |         |         | 8e      |         |         |         |  |  |  |
| Coupe de Chine                |         |         |         |         |         |         |         |         | 9e      |         |         |  |  |  |
| Trophée de France             |         | 10e     |         | 6e      | 9e      |         |         |         |         |         |         |  |  |  |
| Coupe de Russie               |         |         |         |         |         |         |         | 5e      |         | 9e      |         |  |  |  |
| Trophée NHK                   |         | 11e     |         |         |         |         |         |         |         |         | 6e      |  |  |  |
| Légende : F = Forfait         |         |         |         |         |         |         |         |         |         |         |         |  |  |  |

### En couple artistique
Avec Ondřej Hotárek
| Compétition             | 2015    | 2016    | 2017    | 2018    |
| Jeux olympiques d'hiver |         |         |         | 6e      |
| Championnats du monde   | 11e     | 14e     | 9e      | 10e     |
| Championnats d'Europe   | 4e      | 5e      | 6e      | 5e      |
| Championnats d'Italie   | 1re     | 2e      | 2e      | 2e      |
|                         |         |         |         |         |
| Grand Prix ISU          | 2014/15 | 2015/16 | 2016/17 | 2017/18 |
| Skate America           |         |         | 8e      |         |
| Skate Canada            |         | A       |         |         |
| Coupe de Chine          |         |         |         | 5e      |
| Coupe de Russie         |         | 6e      | 4e      | 4e      |
| Légende : A = Abandon   |         |         |         |         |

## Sources
- (en) Cet article est partiellement ou en totalité issu de l’article de Wikipédia en anglais intitulé « Valentina Marchei » (voir la liste des auteurs).